# Mohammed Sinwar
Mohammed Ibrahim Hassan Sinwar (arabisch محمد إبراهيم حسن السنوار, geboren 16. September 1975 in Chan Yunis, Gaza; getötet 13. Mai 2025 ebenda) war Mitglied der islamistischen Terrororganisation Hamas und Anführer ihrer Qassam-Brigaden.  Nach Erkenntnissen israelischer Behörden war er ein Hauptplaner des Terrorangriffs der Hamas auf Israel am 7. Oktober 2023. Sinwar wurde am 13. Mai 2025 bei einem israelischen Luftangriff getötet. Sein Nachfolger im Gazastreifen für die Hamas wurde Izz al-Din al-Haddad.

## Herkunft
Mohammed Sinwar wurde 1975 im Flüchtlingslager von Chan Yunis geboren. Sinwars Großeltern sind im Arabisch-Israelischen Krieg 1948 nach Aschkelon geflohen. 1991 trat er der Hamas bei.

## Militärische Karriere
2005 wurde Mohammed Sinwar Hamas-Kommandeur der Chan-Yunis-Brigade. 2006 war er an der Entführung des israelischen Soldaten Gilad Schalit beteiligt. Schalit wurde 2011 freigelassen; im Gegenzug musste Israel 1027 palästinensische Häftlinge entlassen. Einer der Häftlinge war sein Bruder Yahya Sinwar.
Mohammed Sinwar war in der Vergangenheit angeblich sechs israelischen Anschlägen ausgesetzt, die meisten davon im Israel-Gaza-Konflikt 2021. Die Hamas gab 2014 bekannt, dass er im Israel-Gaza-Konflikt von 2014 gestorben sei, was sich später als falsch herausstellte. Sinwar versteckte sich die ganze Zeit über in den Tunneln des Gazastreifens.

## Terrorangriff der Hamas auf Israel 2023
Laut den israelischen Geheimdiensten war Mohammed Sinwar einer der Drahtzieher des Überfalls auf Israel. Israel erklärte ihn zu einem der am meisten gesuchten Männer im Krieg in Israel und Gaza von 2023 und setzte ein Kopfgeld in Höhe von 300.000 $ aus, um seinen Aufenthaltsort herauszufinden. Er war Berichten zufolge ein enger Vertrauter seines Bruders Yahya Sinwar während des Krieges. Nach Berichten des Wall Street Journal vom 22. Mai 2025 wurde Sinwar am 13. Mai 2025 bei einem Treffen von Hamas-Kommandeuren durch einen Luftschlag der israelischen Streitkräfte getötet. Sinwar hatte sich in einem Tunnel in der Nähe des Europäischen Krankenhauses in Chan Yunis verschanzt.